# Indonesische Presidentsbeker
De Indonesische Presidentsbeker (Indonesisch: Piala Presiden) is een voetbalbekertoernooi in Indonesië dat sinds 2015 wordt georganiseerd door de Indonesische voetbalbond (PSSI). Het toernooi is de rechtstreekse opvolger van de Inter Island Cup. Het bekertoernooi wordt jaarlijks gebruikt als voorbereiding op het komende seizoen.

## Kampioenschappen
| Seizoen | Kampioen           | Runner-Up           |
| ------- | ------------------ | ------------------- |
| 2015    | Persib Bandung     | Sriwijaya FC        |
| 2016    | Niet georganiseerd | Niet georganiseerd  |
| 2017    | Arema FC           | Pusamania Borneo FC |
| 2018    | Persija Jakarta    | Bali United FC      |
| 2019    | Arema FC           | Persebaya Surabaya  |
| 2022    | Arema FC           | Borneo Samarinda    |
| 2024    | Arema FC           | Borneo Samarinda    |
| 2025    | Port FC            | Oxford United       |